# Schizosaccharomyces
Schizosaccharomyces Lindner – rodzaj grzybów należący do rodziny Schizosaccharomycetaceae.

## Systematyka
Pozycja w klasyfikacji według Index Fungorum: Schizosaccharomycetaceae, Schizosaccharomycetales, Schizosaccharomycetidae, Schizosaccharomycetes, Taphrinomycotina, Ascomycota, Fungi.
Synonimy nazwy naukowej: Octosporomyces Kudryavtsev, Quadrisporomyces Sekunova, Schizosaccharis Clem. & Shear:

## Gatunki
- Schizosaccharomyces cryophilus Helston, J.A. Box, Wen Tang & Peter Baumann 2010
- Schizosaccharomyces malidevorans Rankine & Forn.
- Schizosaccharomyces octosporus Beij.
- Schizosaccharomyces pombe Lindner

Wykaz gatunków (nazwy naukowe) na podstawie Index Fungorum. Obejmuje on tylko gatunki zweryfikowane o potwierdzonym statusie. Oprócz wyżej wymienionych na liście Index Fungorum znajdują się gatunki niezweryfikowane.